# Эйрон
Эйрон (др.-греч. εἴρων, «притворщик») —  один из основных персонажей древней комедии. Эйрону обычно удавалось победить своего хвастливого противника Алазона («хвастуна»), преуменьшая свои собственные способности. От слова «Эйрон» происходит слово «ирония».
Эйрон характерен для ранней греческой комедии и встречается во многих пьесах Аристофана. Например, в комедии «Лягушки», после того, как бог Дионис утверждает, что вместе с Клисфеном (сыном Сибиртия) потопил 12 или 13 вражеских кораблей, его раб Ксанфий возражает: «Тогда я проснулся».
Философ Аристотель упоминает Эйрона в своей «Никомаховой этике» в форме преуменьшения, самоуничижения (1108а12). В этом отрывке Аристотель называет эйрона одним из главных героев комедии наряду с алазоном.
Вариации этого персонажа появлялись в драме и художественной литературе. Эйрон воплощается в таких современных романтических героях или героинях, которые играют роль помощника: добрый волшебник, фея-крестная (Гэндальф).
В трагедии Эйрон — прорицатель или посланец гневных богов (Тиресий). В комедии Эйрон—  разоблачитель пороков, обманщиков, камердинер, помогающий герою. 